# Pierre-Augustin Boyer
Pierre-Augustin Boyer est un libraire-éditeur français né à Villiers-Saint-Benoît (Yonne) le 17 avril 1821 et décédé à Paris 6e le 17 juillet 1896.

## Biographie
Instituteur, diplômé de l'École normale en 1837-1838, il enseigne d'abord à la colonie agricole de Mettray qu'il quitte en 1840. En 1842-1843, il devient instituteur de Saint-Fargeau avant d'être nommé à Villiers-Saint-Benoît (1849). En parallèle, de 1843 à 1848, il diffuse des ouvrages destinés à l'enseignement élémentaire. Républicain laïc, il est démis de ses fonctions en mai 1851. En juin 1851, il rencontre Pierre Larousse à Paris avec qui il s'associe en 1852 pour créer la Maison Larousse et Boyer. Leur production deviendra alors très importante.  En 1858, Boyer fonde l’École normale, un journal destiné aux enseignants. Il y défendra les principes de gratuité scolaire et d'obligation de l'enseignement primaire.  En 1863, Boyer rachète la librairie Larousse et devient ainsi le principal diffuseur des éditions Larousse. La dissolution ne sera malgré tout pas déposée au Tribunal de commerce de la Seine. Le 17 avril 1869, Boyer quitte Larousse, tout en restant en bons termes avec lui pour fonder la Maison Boyer et Cie. Il publiera alors de nombreuses œuvres classiques. L'entreprise devient Libraire A.Boyer et Cie, Ancienne Maison Larousse et Boyer et diffuse les ouvrages scolaires et le dictionnaire Larousse tout en faisant imprimer ses propres ouvrages par Larousse. 
Les deux maisons seront de nouveau réunifiées en 1885 au sein de la Librairie Larousse, qui prend le nom de Société V[euve] P. Larousse & Cie, Boyer faisant entrer ses deux seuls héritiers, ses neveux, Émile Moreau (1842-1919) et Georges Moreau (1853-1934). Ce dernier épouse Marie-Antoinette Jury, la nièce de la veuve Larousse.